# José Carlos Gómez Sal
José Carlos Gómez Sal (Alcalá de Henares, 1948) es un físico español. Fue rector de la Universidad de Cantabria.

## Biografía
Doctor en Magnetismo por la Universidad de Grenoble en 1974, y en Ciencias Físicas por la Universidad Complutense de Madrid en 1976, se incorpora a la Universidad de Cantabria en 1974, donde desarrolla su actividad académica. Desde 1987 es catedrático de Física de la Materia Condensada, impartiendo docencia tanto en la Facultad de Ciencias como en la Escuela Superior de Ingenieros Industriales y de Telecomunicaciones.
Desde 2003 ha sido Vicerrector de Investigación y Desarrollo en la Universidad de Cantabria, y desde 2011 Vicerrector de Campus de Excelencia Internacional.
Desde febrero de 2012 a 2016, Gómez Sal fue el Rector de la Universidad de Cantabria, sustituyendo a Federico Gutiérrez-Solana en el cargo. 
| Predecesor: Federico Gutiérrez-Solana | Rector de la Universidad de Cantabria 2012-2016 | Sucesor: Ángel Pazos |